# 1976 no desporto

## Eventos
- 17 de julho - Abertura dos XXI Jogos Olímpicos de Montreal.[1]

### Automobilismo
- 28 de março - No GP do Oeste dos Estados Unidos, Long Beach, Emerson Fittipaldi termina em 6º lugar e marca o primeiro ponto para a Copersucar-Fittipaldi, o primeiro ponto também de uma equipe brasileira na Fórmula 1.[2]
- 15 de maio - Pela primeira vez na carreira na Fórmula 1, Emerson Fittipaldi não conseguiu tempo suficiente para alinhar seu carro no grid de largada do GP da Bélgica, Zolder.[3]
- 24 de outubro - Primeira corrida em continente asiático, o abandono do austríaco Niki Lauda e o 3º lugar de James Hunt no GP do Japão, Monte Fuji, o inglês é campeão mundial de Fórmula 1. Pela primeira vez, o campeão chegou à liderança na última corrida do campeonato.[4]

### Ciclismo
- 18 de julho - O belga Lucien Van Impe vence a 63ª edição da Volta à França em bicicleta.[5]

## Futebol

### Campeonato Brasileiro
- 12 de dezembro - O Internacional vence o Corinthians por 2 a 0 e torna-se bicampeão brasileiro.[6]

### Data de fundação
- 29 de janeiro - Fundação do Joinville Esporte Clube.
- 19 de março - Fundação do Grêmio Esportivo Sãocarlense em São Carlos.

### Taça Libertadores da América
- 30 de julho - Com gol de Joãozinho aos 43 minutos do segundo tempo, o Cruzeiro vence o River Plate da Argentina por 3 a 2 no Mineirão, e é campeão da Taça Libertadores da América pela primeira vez. No jogo de ida, a Raposa venceu por 4 a 1 no Mineirão e no jogo de volta perdeu por 2 a 1 no Monumental de Núñez, em Buenos Aires.[7]

### Ginástica
- 18 de julho - A ginasta romena Nadia Comaneci, com 14 anos, atinge, pela primeira vez na história, a pontuação máxima (10), nos Jogos Olímpicos.[8]

## Nascimentos
| Data            | Nome                       | Profissão                    | Nacionalidade                 | Observações | Ref                 |
| --------------- | -------------------------- | ---------------------------- | ----------------------------- | ----------- | ------------------- |
| 5 de janeiro    | Diego Tristán              | futebolista                  | Espanha                       |             |                     |
| 6 de janeiro    | David Di Michele           | futebolista                  | Itália                        |             |                     |
| 7 de janeiro    | Marcelo Bordon             | futebolista                  | Brasil                        |             |                     |
| 13 de janeiro   | Magno Alves                | futebolista                  | Brasil                        |             |                     |
| 18 de janeiro   | Marcelo Gallardo           | futebolista                  | Argentina                     |             |                     |
| 19 de janeiro   | Tarso Marques              | automobilista                | Brasil                        |             |                     |
| 24 de janeiro   | Shae-Lynn Bourne           | patinadora artística         | Canadá                        |             |                     |
| 25 de janeiro   | Mário Haberfeld            | automobilista                | Brasil                        |             |                     |
| 30 de janeiro   | Georgi Hristov             | futebolista                  | Macedônia do Norte            |             |                     |
| 31 de janeiro   | Buddy Rice                 | automobilista                | Estados Unidos                |             |                     |
| 31 de janeiro   | Traianos Dellas            | futebolista                  | Grécia                        |             |                     |
| 5 de fevereiro  | John Aloisi                | futebolista                  | Austrália                     |             |                     |
| 6 de fevereiro  | Tanja Frieden              | snowboarder                  | Suíça                         |             |                     |
| 7 de fevereiro  | Leo Bello                  | jogador de pôquer            | Brasil                        |             |                     |
| 12 de fevereiro | Moisés Villarroel          | futebolista                  | Chile                         |             |                     |
| 19 de fevereiro | Andrew Pitt                | motociclista                 | Austrália                     |             |                     |
| 1 de março      | Valerio Vermiglio          | jogador de volei             | Itália                        |             |                     |
| 9 de março      | Mauricio Aros              | futebolista                  | Chile                         |             |                     |
| 16 de março     | Zhu Chen                   | enxadrista                   | China                         |             |                     |
| 17 de março     | Álvaro Recoba              | futebolista                  | Uruguai                       |             |                     |
| 19 de março     | Alessandro Nesta           | futebolista                  | Itália                        |             |                     |
| 23 de março     | Ricardo Zonta              | automobilista                | Brasil                        |             |                     |
| 24 de março     | Peyton Manning             | jogador de futebol americano | Estados Unidos                |             |                     |
| 29 de março     | Jennifer Capriati          | tenista                      | Estados Unidos                |             |                     |
| 31 de março     | Roberto González           | automobilista                | México                        |             |                     |
| 1 de abril      | Clarence Seedorf           | futebolista                  | Países Baixos                 |             |                     |
| 5 de abril      | Fernando Morientes         | futebolista                  | Espanha                       |             |                     |
| 5 de abril      | Kim Collins                | atleta, velocista            | São Cristóvão e Neves         |             |                     |
| 14 de abril     | Françoise Mbango Etone     | atleta, saltadora de triplo  | Camarões                      |             |                     |
| 15 de abril     | Seigo Narazaki             | futebolista                  | Japão                         |             |                     |
| 20 de abril     | Shay Given                 | futebolista                  | Irlanda                       |             |                     |
| 22 de abril     | Juri Cannarsi              | futebolista                  | Itália                        |             |                     |
| 23 de abril     | Tesfaye Jifar              | maratonista                  | Etiópia                       |             |                     |
| 24 de abril     | Steve Finnan               | futebolista                  | Irlanda                       |             |                     |
| 25 de abril     | Tim Duncan                 | jogador de basquete          | Estados Unidos                |             |                     |
| 25 de abril     | Rainer Schüttler           | tenista                      | Alemanha                      |             |                     |
| 27 de abril     | Walter Pandiani            | futebolista                  | Uruguai                       |             |                     |
| 28 de abril     | Edivaldo Monteiro          | atleta                       | Portugal                      |             |                     |
| 29 de abril     | Fabio Liverani             | futebolista                  | Itália                        |             |                     |
| 5 de maio       | Juan Pablo Sorín           | futebolista                  | Argentina                     |             |                     |
| 6 de maio       | Denny Landzaat             | futebolista                  | Países Baixos                 |             |                     |
| 25 de maio      | Andy Selva                 | futebolista                  | San Marino                    |             |                     |
| 28 de maio      | Alexei Nemov               | ginasta                      | União Soviética (Rússia)      |             |                     |
| 30 de maio      | Magnus Norman              | tenista                      | Suécia                        |             |                     |
| 5 de junho      | Takayuki Suzuki            | futebolista                  | Japão                         |             |                     |
| 8 de junho      | Lindsay Davenport          | tenista                      | Estados Unidos                |             |                     |
| 12 de junho     | Thomas Sørensen            | futebolista                  | Dinamarca                     |             |                     |
| 14 de junho     | Massimo Oddo               | futebolista                  | Itália                        |             |                     |
| 15 de junho     | Martín Hidalgo             | futebolista                  | Peru                          |             |                     |
| 20 de junho     | Juliano Haus Belletti      | futebolista                  | Brasil                        |             |                     |
| 23 de junho     | Patrick Vieira             | futebolista                  | França                        |             |                     |
| 25 de junho     | Maurren Maggi              | atleta                       | Brasil                        |             |                     |
| 28 de junho     | Hans Sarpei                | futebolista                  | Gana                          |             |                     |
| 1 de julho      | Álex da Rosa               | futebolista                  | Brasil, Bolívia               |             | [carece de fontes?] |
| 1 de julho      | Patrick Kluivert           | futebolista                  | Países Baixos                 |             |                     |
| 1 de julho      | Rigobert Song              | futebolista                  | Camarões                      |             |                     |
| 1 de julho      | Ruud van Nistelrooy        | futebolista                  | Países Baixos                 |             |                     |
| 4 de julho      | Daijiro Kato               | motociclista                 | Japão                         | m. 2003     | [ 9 ]               |
| 5 de julho      | Nuno Gomes                 | futebolista                  | Portugal                      |             |                     |
| 10 de julho     | Ludovic Giuly              | futebolista                  | França                        |             |                     |
| 15 de julho     | Marco Di Vaio              | futebolista                  | Itália                        |             |                     |
| 17 de julho     | Marcos Senna               | futebolista                  | Brasil, Espanha               |             |                     |
| 20 de julho     | Alex Yoong                 | automobilista                | Malásia                       |             |                     |
| 24 de julho     | Cacá Bueno                 | automobilista                | Brasil                        |             |                     |
| 24 de julho     | Tiago Monteiro             | automobilista                | Portugal                      |             |                     |
| 26 de julho     | Pável Pardo                | futebolista                  | México                        |             |                     |
| 31 de julho     | Maksim Romaschenko         | futebolista                  | Bielorrússia                  |             |                     |
| 31 de julho     | Paulo Wanchope             | futebolista                  | Costa Rica                    |             |                     |
| 1 de agosto     | Nwankwo Kanu               | futebolista                  | Nigéria                       |             |                     |
| 2 de agosto     | Michael Weiss              | patinador artístico          | Estados Unidos                |             |                     |
| 11 de agosto    | Iván Córdoba               | futebolista                  | Colômbia                      |             |                     |
| 11 de agosto    | Erick Lindgren             | jogador de pôquer            | Estados Unidos                |             |                     |
| 13 de agosto    | Federico Domínguez         | futebolista                  | Argentina                     |             |                     |
| 15 de agosto    | Boudewijn Zenden           | futebolista                  | Países Baixos                 |             |                     |
| 18 de agosto    | Michael Greis              | biatleta                     | Alemanha                      |             |                     |
| 26 de agosto    | Pablo Mastroeni            | futebolista                  | Estados Unidos (n. Argentina) |             |                     |
| 27 de agosto    | Carlos Moyà                | tenista                      | Espanha                       |             |                     |
| 27 de agosto    | Mark Webber                | automobilista                | Austrália                     |             |                     |
| 28 de agosto    | Federico Magallanes        | futebolista                  | Uruguai                       |             |                     |
| 29 de agosto    | Jon Dahl Tomasson          | futebolista                  | Dinamarca                     |             |                     |
| 1 de setembro   | Sebastián Rozental         | futebolista                  | Israel (n. Chile)             |             |                     |
| 2 de setembro   | Michel Jourdain Jr.        | automobilista                | México                        |             |                     |
| 3 de setembro   | Samuel Osei Kuffour        | futebolista                  | Gana                          |             |                     |
| 6 de setembro   | Rubens Cardoso             | futebolista                  | Brasil                        |             |                     |
| 10 de setembro  | Gustavo Kuerten            | tenista                      | Brasil                        |             |                     |
| 11 de setembro  | Tomáš Enge                 | automobilista                | Chéquia                       |             |                     |
| 12 de setembro  | Maciej Żurawski            | futebolista                  | Polónia                       |             |                     |
| 22 de setembro  | Ronaldo Nazário            | futebolista                  | Brasil                        |             |                     |
| 26 de setembro  | Michael Ballack            | futebolista                  | Alemanha                      |             |                     |
| 27 de setembro  | Francesco Totti            | futebolista                  | Itália                        |             |                     |
| 29 de setembro  | Andriy Shevchenko          | futebolista                  | Ucrânia                       |             |                     |
| 7 de outubro    | Gilberto Silva             | futebolista                  | Brasil                        |             |                     |
| 7 de outubro    | Santiago Solari            | futebolista                  | Argentina                     |             |                     |
| 10 de outubro   | Bob Burnquist              | skatista                     | Brasil                        |             |                     |
| 16 de outubro   | Iranildo Hermínio Ferreira | futebolista                  | Brasil                        |             |                     |
| 17 de outubro   | Sebastián Abreu            | futebolista                  | Uruguai                       |             |                     |
| 21 de outubro   | Lavinia Miloşovici         | ginasta                      | Roménia                       |             |                     |
| 24 de outubro   | Isabel Clark               | snowboarder                  | Brasil                        |             |                     |
| 29 de outubro   | Marco Tábuas               | futebolista                  | Portugal                      |             |                     |
| 29 de outubro   | Xu Yuhua                   | enxadrista                   | China                         |             |                     |
| 30 de outubro   | Stern John                 | futebolista                  | Trinidad e Tobago             |             |                     |
| 4 de novembro   | Bruno Junqueira            | automobilista                | Brasil                        |             |                     |
| 4 de novembro   | Makoto Tamada              | motociclista                 | Japão                         |             |                     |
| 10 de novembro  | Steffen Iversen            | futebolista                  | Noruega                       |             |                     |
| 13 de novembro  | Albina Akhatova            | biatleta                     | Rússia                        |             |                     |
| 22 de novembro  | Torsten Frings             | futebolista                  | Alemanha                      |             |                     |
| 24 de novembro  | Chen Lu                    | patinadora artística         | China                         |             |                     |
| 3 de dezembro   | Marcos Denner              | futebolista                  | Brasil                        |             |                     |
| 23 de dezembro  | Giba                       | jogador de volei             | Brasil                        |             |                     |
| 27 de dezembro  | Curro Torres               | futebolista                  | Espanha                       |             |                     |

## Mortes
| Data           | Nome          | Profissão                      | Nacionalidade  | Observações | Ref |
| -------------- | ------------- | ------------------------------ | -------------- | ----------- | --- |
| 23 de abril    | Karl Schäfer  | patinador artístico e nadador  | Áustria        | n. 1909     |     |
| 5 de julho     | Anna Hübler   | patinadora artística           | Alemanha       | n. 1885     |     |
| 10 de setembro | John Heaton   | piloto de skeleton e bobsleigh | Estados Unidos | n. 1908     |     |
| 29 de dezembro | Ivo Van Damme | atleta, meio-fundista          | Bélgica        | n. 1954     |     |